# Carcharhinus coatesi
Espèce
Carcharhinus coatesi est un requin de la famille des Carcharhinidae. Il vit au large du nord de l'Australie de l'Australie-Occidentale à Shark Bay jusqu'à Fraser Island dans le Queensland, et peut-être au nord de la Nouvelle-Guinée. On le rencontre à une profondeur d'environ 120 m. L'espèce a été nommée en l'honneur de George Coates, qui a recueilli le spécimen type et d'autres poissons sur la côte nord du Queensland. Longtemps considéré comme un synonyme du Requin à taches noires (Carcharhinus sealei), cette espèce est revalidée en 2012 par William T. White à la suite d'observations morphologiques, mais n'est pas encore unanimement reconnue. Du fait de ce changement de statut récent et de la confusion avec le Requin à taches noires, on connait très mal la biologie et le comportement de cette espèce, ni son statut de sauvegarde qui n'a pas été fixé par l'Union internationale pour la conservation de la nature.

## Description
Carcharhinus coatesi est un petit requin qui mesure au maximum 87 à 88 cm de long. Son corps est mince et de section ovale, ou au niveau la région de la première nageoire dorsale en forme de poire. Cette première nageoire dorsale est légèrement en forme de faucille et commence derrière les extrémités des nageoires pectorales. La deuxième nageoire dorsale est beaucoup plus petite, triangulaire avec une base large et est située à l'opposé de la nageoire anale. La hauteur de la seconde dorsale représente de 28 à 37 % de la hauteur de la première nageoire dorsale. La hauteur de la nageoire anale correspond à 0,9 à 1,4 fois la hauteur de la deuxième nageoire dorsale. Carcharhinus coatesi est  de couleur grise à brun clair sur le dos avec des reflets bronze. Le ventre et la partie inférieure des flancs sont blanchâtres. Sur la deuxième nageoire dorsale, une tache noire est visible sur les deux tiers supérieurs de la nageoire. Les autres nageoires sont unies ou montrent des bords extérieurs légèrement teintés de noir. Le nombre de vertèbres est entre 134 et 147. Les dents sont relativement nombreuses, avec 24 à 26 rangées de dents de chaque côté de la mâchoire supérieure et 23 à 25 de chaque côté de la mâchoire inférieure. Les dents supérieures et inférieures diffèrent au niveau de leur forme et de leur taille.

## Biologie et écologie
Comme les autres requins de la famille des Carcharhinidae, le Requin gris de récif est vivipare ; après que les embryons en développement aient épuisé leur réserve en vitellus, le sac vitellin vide se développe en une connexion avec le placenta qui permet à l'embryon d'être nourri par sa mère. Les jeunes à la naissance mesurent entre 38 et 40 cm.

## Distribution et habitat
Il vit au large du nord de l'Australie de l'Australie-Occidentale à Shark Bay jusqu'à Fraser Island dans le Queensland, et peut-être aussi au large de la Nouvelle-Guinée. On le rencontre à une profondeur d'environ 120 m.

## Taxinomie et phylogénie
Ce requin a été décrit en 1939 par l'ichtyologiste australien Percy Gilbert Whitley à partir d'un seul spécimen, et a alors été désigné sous le nom Platypodon coatesi. En 1982 Garrick en fait un synonyme du Requin à taches noires (Carcharhinus sealei). Toutefois en 2012 William T. White revalide l'espèce après examen et comparaison de plusieurs spécimens de C. coatesi et C. sealei. Dans le genre Carcharhinus, C. coatesi appartient au groupe des petits requins de l'Indo-Pacifique avec C. sealei et C . dussumieri, et ceux-ci partagent une dentition semblable, un aileron et un museau de forme semblable et une tache sombre sur la deuxième nageoire dorsale, tandis que les autres nageoires sont monochromes.

## Relations avec l'Homme
Du fait de sa reconnaissance récente et pas par tous les auteurs, la taille de la population de Carcharhinus coatesi et son statut de sauvegarde n'ont pas été fixés par l'Union internationale pour la conservation de la nature.